# Обыкновенная чесночница
Обыкновенная чесночница, или толстоголовая травянка (лат. Pelobates fuscus) — вид бесхвостых земноводных семейства чесночниц. Ранее в этот вид включали также чесночницу Палласа, рассматривая её как восточную форму обыкновенной.

## Внешний вид
Длина тела самцов до 6,5 см, самок — до 8 см, масса 6—20 г. Тело овальное, слегка приплюснутое. Конечности относительно короткие. Кожа гладкая. Отличительным признаком является вертикальный зрачок и очень большой лопатообразный твёрдый желтоватый пяточный бугорок. Окраска неяркая, верх светло-серый, иногда тёмно-серый, с желтоватым или бурым оттенком, на этом фоне выделяются тёмно-оливковые, тёмно-коричневые или чёрные с красными точками пятна различной формы и размера; низ светлый (серовато-белый), с небольшой желтизной, с тёмными пятнами, иногда без пятен. Головастики чесночниц очень крупные: длина вместе с хвостом достигает 10 см и более.
Иногда её путают с обыкновенной жабой.

## Распространение
Ареал чесночницы обыкновенной находится в границах Западной, Центральной и Восточной Европы. На западе ограничен северо-восточной Францией, восточные окраины Нидерландов и восточную Фландрию (Бельгия). Северная граница распространения проходит по северу Нидерландов, Дании, крайнему югу Швеции, северной Германии и далее по побережью Балтийского моря до Эстонии и России, где проходит зона контакта с чесночницей Палласа. Граница между ареалами этих видов не определена на северном участке длиной в 700 км. Однако известно, что в южной своей части зона контакта проходит от Курской области до побережья Чёрного моря в восточной Украине. Отсюда ареал вида проходит вдоль Черноморского побережья на запад до северо-восточной Болгарии. Южная граница распространения проходит по Дунаю на границе Румынии и Болгарии, далее через Сербию, север Боснии и Герцеговины, восточную Хорватию, Словению до северной и восточной Австрии и южной Германии вокруг Альп. В северной Италии встречается в долине реки По. Известны также изолированные популяции в центральной Франции и западной Болгарии.

## Экология
Предпочитает смешанные и широколиственные леса, пойменные луга, сады. Питается мелкими беспозвоночными: жуками, муравьями, пауками, гусеницами, червями, на которых охотится ночью.
Чесночница обыкновенная — наземный вид, придерживается мест с лёгкими и рыхлыми почвами. На слегка влажном песке успевает за 2—3 минуты полностью закопаться в землю, разгребая для этого землю задними конечностями. Обычно закапывается на дневное время. На зимовку зарывается в почву на глубину не менее, чем 30—50 см либо использует иные убежища (норы грызунов, подвалы). Продолжительность зимовки до 200 суток.

## Ядовитость
Слизь обыкновенной чесночницы ядовита для мелких животных. При попадании на слизистые оболочки человека она вызывает раздражение.

## Охрана
В различных частях Европы происходило снижение численности этого вида, что привело к сужению ареала.
Международный союз охраны природы оценивает обыкновенную чесночницу как вид, вызывающий наименьшие опасения. Однако эта оценка была проведена до выделения чесночницы Палласа в качестве отдельного вида, и потому требует пересмотра.